# Edward Francis Hoban
Edward Francis Hoban (* 27. Juni 1878 in Chicago, Illinois, Vereinigte Staaten; † 22. September 1966) war ein US-amerikanischer Geistlicher und römisch-katholischer Bischof von Cleveland. 

## Leben
Edward Francis Hoban studierte am Priesterseminar St. Mary in Baltimore. Der Erzbischof von Chicago, James Edward Quigley, spendete ihm am 11. Juli 1903 in der Chicagoer Holy Name-Kathedrale die Priesterweihe.
Nach kurzer Tätigkeit als Kaplan ging er zu weiteren Studien an die Päpstliche Universität Gregoriana in Rom, wo er 1906 sowohl in Theologie als auch in Philosophie promoviert wurde. Nach seiner Rückkehr wurde er zunächst Assistent des Kanzlers der Erzdiözese und späteren Bischofs von Peoria, Edmund Michael Dunne. Er übernahm einen Lehrauftrag am Theologischen Vorbereitungsseminar der Erzdiözese, dem Archbishop Quigley Preparatory Seminary. 1910 wurde er als Nachfolger des zum Bischof ernannten Edmund Michael Dunne Kanzler des Erzbistums. In dieser Funktion bestätigte ihn Erzbischof Quigleys Nachfolger George Mundelein im Jahr 1916. Im November desselben Jahres verlieh ihm Papst Benedikt XV. den Ehrentitel Päpstlicher Geheimkämmerer (Monsignore). Er leitete ab 1917 den Aufbau der Associated Catholic Charities genannten diözesanen Caritasorganisation.
Am 21. November 1921 ernannte ihn Papst Benedikt XV. zum Titularbischof von Colonia in Armenia und zum Weihbischof in Chicago. Erzbischof Mundelein spendete ihm am 21. Dezember desselben Jahres die Bischofsweihe; Mitkonsekratoren waren Alexander Joseph McGavick, Bischof von La Crosse, und Thomas Edmund Molloy, Bischof von Brooklyn. Seit 1924 war Hoban Generalvikar des Erzbistums Chicago. Als Präsident des Eucharistischen Weltkongresses 1926 leitete er die Vorbereitung und Durchführung des Treffens in Chicago mit mehr als einer Million Teilnehmer.
Papst Pius XI. ernannte ihn am 10. Februar 1928 zum Bischof von Rockford. Die Amtseinführung nahm Kardinal Mundelein in der Pro-Kathedrale St. James in Rockford am 15. Mai desselben Jahres vor.
Am 14. November 1942 ernannte ihn Papst Pius XII. zum Titularbischof von Lystra und zum Koadjutorbischof von Bistum Cleveland. Mit dem Tod Joseph Schrembs’ am 2. November 1945 folgte er diesem als Bischof von Cleveland nach. In die ersten Jahre seiner Amtszeit fiel die Erweiterung und Renovierung der Kathedrale St. John the Evangelist, die zuvor wegen des Zweiten Weltkriegs aufgeschoben werden musste. Am 4. September 1948 konnte Hoban die erneuerte Kathedrale konsekrieren.
Am 13. Juli 1951 verlieh ihm Papst Pius XII. den persönlichen Titel eines Erzbischofs. Hoban blieb bis zu seinem Tod im Amt. Seine letzte Ruhestätte fand er in der Kathedrale von Cleveland.